# Absurd (logik)
|  | Andre artikler om emnet, se Absurd |
Absurd i denne betydning er en karakteristik, der kan anvendes om påstande eller hypoteser, der strider mod  logiske grundregler.
Absurd i denne betydning bruges i logisk bevisførelse i form af bevisførelse for, at den modsatte påstand af det, der søges bevist ikke kan være rigtig, en metode som også kaldes indirekte bevisførelse eller på latin: "Reductio ad absurdum".